# Veliki Paranak
Koordinati:   44°07′31″N, 15°02′21″E
Veliki Paranak je majhen nenaseljen otoček v Jadranskem morju. Pripada Hrvaški.
Otoček leži pred zalivom Sušica na jugovzhodnem koncu otoka Sestrunj. Površina otočka meri 0,034 km². Dolžina obalnega pasu je 0,7 km. Najvišja točka na otočku je visoka 11 mnm.